# Proceso Wacker
El proceso Wacker es uno de los métodos más utilizados para la síntesis del acetaldehído a partir de etileno. La reacción global es la oxidación indirecta del etileno con oxígeno del aire y los catalizadores son cloruros de cobre y paladio que actúan en fase homogénea.
{\displaystyle {\begin{aligned}&{\mathsf {CH_{2}{\text{=}}CH_{2}+PdCl_{2}+H_{2}O\longrightarrow CH_{3}CHO+Pd+2HCl}}\\\\&{\mathsf {Pd+2CuCl_{2}\longrightarrow PdCl_{2}+2CuCl}}\\\\&{\mathsf {4CuCl+4HCl+O_{2}\longrightarrow 4CuCl_{2}+2H_{2}O}}\\\\&{\mathsf {2CH_{2}{\text{=}}CH_{2}+O_{2}\longrightarrow 2CH_{3}CHO}}\\\\\hline \\&{\mathsf {CH_{2}{\text{=}}CH_{2}+0.5O_{2}\longrightarrow CH_{3}CHO}}\end{aligned}}}
La oxidación de olefinas para obtener productos carbonílicos se conoce desde hace años y hay distintos procesos para ello, como la hidroformilación, pero la característica que diferencia al proceso Wacker, es que el Pd(0) se regenera in situ mediante el cloruro de cobre II. La oxidación posterior del Cu(I) a Cu(II) es lo que completa el ciclo. 
Debido a la naturaleza ácida del sistema PdCl2—CuCl2 se han buscado formas que mejoren el proceso como la reoxidación del paladio de manera electroquímica o usar otros oxidantes como sales de Fe(III), dióxido de manganeso, quinonas, peróxidos, etc. Otra modificación satisfactoria del proceso es el uso de disolventes orgánicos.

## Mecanismo de reacción
El mecanismo de reacción para el Proceso Wacker (oxidación de olefinas con cloruro de paladio II) ha recibido especial atención por varias décadas. Una formulación moderna es la siguiente:
El ciclo catalítico puede ser descrito a continuación: 
[PdCl4]2 − + C2H4 + H2O → CH3CHO + Pd + 2 HCl + 2 Cl−
Pd + 2 CuCl2 + 2 Cl − → [PdCl4]2− + 2 CuCl
2 CuCl + ½ O2 + 2 HCl → 2 CuCl2 + H2O
Nótese que todos los catalizadores se regeneran y sólo el alqueno y el oxígeno se consumen en la reacción. Sin el cloruro cúprico como agente oxidante (resultado de la eliminación reductiva del Pd(II) del paso final) precipitaría y la reacción se detendría (la reacción estequiométrica sin la regeneración del catalizador fue descubierta en 1894). El aire, el oxígeno puro y otros oxidante pueden oxidar el CuCl resultante a CuCl2, permitiendo así la repetición de un ciclo catalítico. La reacción estequiométrica fue reportada inicialmente por y la reacción de Wacker fue reportada por Smidt y colaboradores.

## Oxidación de Wacker-Tsuji
La oxidación de Wacker-Tsuji es la versión a escala de laboratorio del proceso Wacker; un ejemplo es la conversión de 1-deceno a 2-decanona con cloruro de paladio II y cloruro cúprico en una mezcla de agua y dimetilformamida en presencia de aire.
Algunas oxidaciones similares al proceso Wacker han sido revisadas por Stahl y colaboradores.